# Qandeel Baloch
Pour les articles homonymes, voir Baloch.
Fouzia Azeem (ourdou : فوزیہ عظیم), née le 1 March 1990 et morte le 15 juillet 2016, plus connue sous le pseudo de Qandeel Baloch (ourdou : قندیل بلوچ), est un mannequin pakistanais, également actrice, chanteuse, activiste féministe, et personnalité célèbre sur les réseaux sociaux. 
Baloch est connue pour ses vidéos dans lesquelles elle discute de sa vie quotidienne et de plusieurs sujets controversés, comme la place des femmes dans la société pakistanaise, le regard porté sur elles et leur corps. Elle a été assassinée par son frère.

## Biographie
Qandeel Baloch a d'abord été connue dans les médias en 2013, quand elle a été auditionnée dans une émission nommée Pakistan Idol ; elle est alors devenue célèbre sur Internet. La jeune pakistanaise a été l'une des 10 personnes comptabilisant le plus de recherches sur Internet au Pakistan, avec plusieurs centaines de milliers d'abonnés. Elle a été à la fois louée et critiquée pour le contenu de ses vidéos et des messages qu'elle a postés, en faveur de la place des femmes dans la société pakistanaise. Son surnom est « la Kim Kardashian pakistanaise ».
Dans la soirée du 15 juillet 2016, Qandeel Baloch est morte asphyxiée pendant qu'elle dormait, dans la maison de ses parents à Multan. Son frère Waseem Azeem a reconnu l'avoir assassinée en disant qu'elle avait « sali l'honneur de leur famille ». Waseem se rend à la police après avoir fui, et est emprisonné le temps de l'enquête. Le 29 septembre 2018, sa demande de libération sous caution est refusée, tandis que la police de Multan lance une notice rouge auprès d'Interpol pour arrêter Arif, un autre frère soupçonné, comme le troisième frère Aslam, d'être complice de l'assassinat. En septembre 2019, Waseem Azeem est condamné à la prison à vie par un tribunal de Multan. Il est cependant acquitté en appel en février 2022, les juges ayant choisi de prendre en compte la demande de pardon de la famille de la victime.

## Héritage
En mai 2022, la réalisatrice indienne Alankrita Shrivastava annonce avoir acquis les droits pour l'adaptation du livre The Sensational Life and Death of Qandeel Baloch écrit par Sanam Maher.